# ヴィンセント・グラス
ヴィンセント・グラス（Vincent Grass、1949年1月9日 - ）は、ベルギーの俳優。

## 主な出演作品
- オフィサー・アンド・スパイ J'accuse (2019)
- 永遠の門 ゴッホの見た未来 At Eternity's Gate (2018)
- 警部補ジョアン・ペーテルス La trêve (2016) ※テレビシリーズ
- 36リミット Les gorilles (2015)
- くまのアーネストおじさんとセレスティーヌ Ernest et Célestine (2012) ※アニメ映画、声の出演
- ワクフ Wakfu (2009) ※テレビアニメシリーズ、声の出演
- ナルニア国物語/第2章: カスピアン王子の角笛 The Chronicles of Narnia: Prince Caspian (2008)
- よげん David Nolande (2006) ※テレビシリーズの1エピソードにゲスト出演
- エンパイア・オブ・ザ・ウルフ L'empire des loups (2005)
- 王は踊る Le roi danse (2000)
- ぼくのバラ色の人生 Ma vie en rose (1997)
- 女警部ジュリー・レスコー Julie Lescaut (1997) ※テレビシリーズの1エピソードにゲスト出演
- 炎の英雄 シャープ4 死闘の果て Sharpe's Enemy (1994) ※テレビ映画
- 他人のそら似 Grosse fatigue (1994)
- めざめの時 L'année de l'éveil (1991)
- ザ・ヒッチハイカー 第3の遭遇 The Hitchhiker (1989-1990) ※テレビシリーズの3エピソードにゲスト出演
- ワルシャワの悲劇 神父暗殺 To Kill a Priest (1988) ※テレビ映画
- 黙示録1945/ここに核の全てがある Race for the Bomb (1987) ※テレビミニシリーズ
- ベルサイユのばら Lady Oscar (1979)